# Pomeni imen asteroidov: 44001–45000
Pregled pomenov imen asteroidov (malih planetov) od številke 44001 do 45000, ki jim je Središče za male planete dodelilo številko in so pozneje dobili tudi uradno ime  v skladu z dogovorjenim načinom imenovanja. Pregled je preverjen z Schmadelovim “Slovarjem imen malih planetov” (“Dictionary of Minor Planet Names”). 
Pregled pojasnjuje izvor oziroma pomen imen asteroidov, ki ga je priznala Mednarodna astronomska zveza (IAU). Nekateri asteroidi imajo imajo dodatno pojasnilo o izvoru imena, ki pa vedno ni popolnoma zanesljivo (oznaka “†” ali “‡“). 
| Ime                | Začasna oznaka | Izvor imena |
| 44001–44100        | 44001–44100    | 44001–44100 |
| ------------------ | -------------- | --- |
| 44001 Jonquet      | 1997 RE3       | Pierre Jonquet, francoski astronom, ustanovni član Astronomske družbe Montpelliera (Société astronomique de Montpellier ) † |
| 44005 Migliardi    | 1997 SY3       | Marco Migliardi, italijanski učitelj italijanščine in italijanske literature, ljubiteljski astronom in prijatelj odkritelja † |
| 44011 Juubichi     | 1997 UH15      | gora Juubiči (482 m), vzhodno od mesta Nanjo, prefektura Jamagata, Japonska † |
| 44016 Jimmypage    | 1997 WQ28      | James Patrick "Jimmy" Page, nosilec Reda angleškega imperija (OBE), britanski skladatelj, producent in mojster kitare, vodja rockovskih skupin Yardbirds in Led Zeppelin †                                                                        |
| 44027 Termain      | 1998 AD        | Patricia Ann Termain Eliason, ameriška znanstvena podpora programom Viking, Voyager in nekaterim drugim misijam, projektna vodja helioseizmičnega programa Skupine za svetovno oscilacijsko mrežo (Global Oscillations Network Group ali GONG ) † |
| 44101–44200        |                | |
| 44103 Aldana       | 1998 GE1       | Fernando Aldana Mayor, španski astrofizik, podpornik 10-m Velikega kanarskega teleskopa (Gran Telescopio Canarias) † |
| 44117 Haroldlarson | 1998 HL27      | Harold P. Larson, ameriški začetnik letalske infrardeče astronomije in predavatelj na Univerzi Arizone † |
| 44201–44300        |                | |
| 44216 Olivercabasa | 1998 PH        | Josep Maria Oliver i Cabasa, španski ljubiteljski astronom, soustanovitelj Astronomske skupine Sabadelle (Agrupació Astronómica de Sabadell ) †                                                                                                   |
| 44217 Whittle      | 1998 PO1       | Frank Whittle (1907 – 1996), britanski letalski inženir in pilot, izumitelj turbo-reaktivnega pogona † |
| 44301–44400        |                | |
| 44401–44500        |                | |
| 44479 Oláheszter   | 1998 WS8       | Eszter Kiss, rojena Oláh, mati prvega odkritelja † |
| 44501–44600        |                | |
| 44574 Lavoratti    | 1999 GF1       | Piero Lavoratti, italijanski ljubiteljski astronom † |
| 44597 Thoreau      | 1999 PW        | Henry David Thoreau (1817 – 1862), ameriški esejist in prirodoslovec † |
| 44601–44700        |                | |
| 44613 Rudolf       | 1999 RU31      | Rudolf II von Habsburg (1552 – 1612), bil je nemško-rimski cesar (1576 – 1612), ogrsko-hrvatski kralj (1576 – 1608), češki kralj (1576 – 1611), ki je zaposlil Tycho Braha in Johannesa Keplerja kot dvorna astronoma †                           |
| 44701–44800        |                | |
| 44711 Carp         | 1999 TD4       | Hiroshima Toyo Carp, japonsko basebalsko moštvo † |
| 44801–44900        |                | |
| 44821 Amadora      | 1999 TZ236     | Amadora Gonzalez, španska žena Davida Martíneza-Delgada, prva je opazovala ta asteroid 15. septembra 1998 na Observatoriju Las Campanas (več kot eno leto pred njegovo uradnim odkritjem) †                                                       |
| 44901–45000        |                | |

| Predhodnik: 43001–44000 | Pomeni imen asteroidov Seznam asteroidov (44001-44250) Seznam asteroidov (44251-44500) Seznam asteroidov (44501-44750) Seznam asteroidov (44751-45000) | Naslednik: 45001–46000 |